# Faro
Faro és una ciutat portuguesa, capital del districte de Faro, i de la regió de l'Algarve, amb prop de 41.300 habitants.
És la seu d'un concelho (municipi) amb 201,31 km² de superfície i 58.051 habitants (2001), subdividit em 6 parròquies. El municipi limita al nord i a l'oest amb el municipi de São Brás de Alportel, a l'est amb Olhão, a l'oest amb Loulé i al sud té costa de l'oceà Atlàntic.

## Història

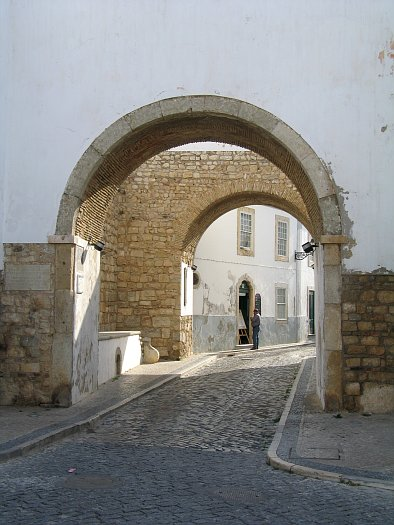
Porta de la muralla

Faro, primitivament denominat Ossonoba, va sorgir pels voltants del segle viii aC, durant la colonització fenícia del Mediterrani Occidental. Tenia aleshores un caràcter d'assentament comercial, basat en l'intercanvi de productes agrícoles, peix i minerals, situació que es va mantenir als períodes grec i cartaginès.
Al segle iii aC, temps en què Cartago i Roma lluitaven pel domini del Mediterrani, Roma envaeix la península Ibèrica, governant-la fins al segle v dC
Amb els romans la ciutat perd el caràcter d'establiment comercial i es transforma en una urbs. El desenvolupament de la ciutat corresponia a la intensa activitat comercial que l'agricultura, la pesca i la utilització del seu port proporcionaven. En aquest període, Ossónoba assoleix una gran opulència.
A partir de l'any 50 dC, es forma en la ciutat una important comunitat cristiana.
Els visigots substituïren els romans en el domini de l'actual Faro el segle v.
La invasió àrab de la península Ibèrica s'inicia l'any 711 quan Tarik travessa l'Estret de Gibraltar i venç les tropes del rei visigot Roderic a la batalla de Guadalete, conquerint de seguida la capital dels visigots, Toledo. A l'any següent, Mussa ibn Nussayr comanda una segona expedició, conquerint Sevilla i Ossónoba. Amb la revolta de Sevilla el juny del 713 la regió fou ocupada fermament. La ciutat sofreix grans destruccions, com a conseqüència també dels efectes de diversos sismes que ocorregueren en aquell temps. Aleshores la ciutat passa a anomenar-se Ukhxúnuba, derivat d'Ossonoba.
La ciutat conté, en aquest període, una forta comunitat de cristians i mossàrabs, descendents dels romans i visigots. Els primers pobladors àrabs foren els yahsubi. Derrotats més d'una vegada per Abd-ar-Rahman I, aquest va fer matar el xeic Abu-s-Sabbah al-Yamaní (773/774), la qual cosa va afeblir el grup que va emigrar a Niebla i Silves. L'any 870 esclataren revoltes mossàrabs a l'Occident d'Al-Àndalus. El partit muladí, compost per antics cristians islamitzats (els mossàrabs), amb el suport de la comunitat cristiana, pren el poder, tornant-se independent de l'Emirat de Còrdova, per més de 50 anys. La revolta muladí seria esclafada pel califa Abd-Ar-Rahman III.
Al segle ix (vers 880) i X apareix en mans de la família muladí dels Banu Bakr bn Zadlafe, que de fet dominaven un petit estat autònom especialment als darrers anys del segle ix i el primer terç del segle X (fins al 929). Llavors va perdre el rang de primera ciutat d'al-Gharb en favor de Silves, però va restar seu d'un cadi. És al segle X que agafa el nom de Xantamariyyat al-Gharb (Santa Maria de l'Algarve).
La dinastia omeia de Còrdova va caure l'any 1016, fraccionant-se l'Al-Àndalus en diversos principats independents coneguts com els Regnes de Taifes. La Taifa de Santa Maria (a l'actual Faro que al segle xi va canviar el nom d'Ocsonoba derivat d'Ossonoba, i es va dir Xantamaríyyat al-Gharb o Xantamariyya al-Gharbiyya) fou governada per Abu-Uthman Saïd ibn Harun (1016/1026-1041) i el seu fill Muhàmmad ibn Saïd (1041-1052). La ciutat passa a designar-se Santa Maria Ibn Harun o també simplement al-Harun, en gran part per distingir-la de Xantamríyyat ar-Razín o Xantamaríyyat ax-Xarq (Albarrasí). D'Harun els cristians en van fer Faaron o Faaram que va acabar en Faro. El 1051/1052 va passar als abbadites de Sevilla fins al 1091 en què va passar als almoràvits quan Yússuf ibn Taxfin comanda la invasió almoràvit, derrota les tropes cristianes i conquereix tots els regnes de taifes, unificant-los de nou i sotmetent-los al Marroc. Els almoràvits van dominar fins al 1144 després de la victòria d'Alfons Henriques a la batalla d'Ourique; llavors van sorgir els segons Regnes de Taifes, amb el govern de la família Banu Mozaíne a Santa Maria Ibn Harun, que tenia el govern local i es va fer independent establint la dinastia súfida o muridínida passant tot seguit a Ibn Qassi Abu-l-Qàsim Àhmad de Silves (1144-1151) i el va succeir el 1151 Ibn al-Múndhir (1151). Els almohades van ocupar l'Algarve el 1151/1156 unificant de nou la península i fent retornar la frontera a la Vall del Tajo. A la caiguda dels almohades van sorgir els tercers regnes de Taifes i Faro el 1229 va passar a mans del regne de Múrcia, però els almohades van recuperar la zona el 1238, només per perdre-la un temps després enfront dels portuguesos (1249); fou una de les darreres poblacions de l'Algarve que va passar a Alfons III de Portugal. El 1252 la vila es va posar sota protecció d'Alfons X de Castella (protector del rei musulmà Ibn Mahfuz) i va retornar a Portugal el 1266.
Pocs vestigis monumentals resten d'aquella època, per contra, el període àrab va deixar una vasta obra literària, principalment poesia. Citarem alguns grans poetes de Faro d'aquell temps: Abu-l-Hàssan ibn Harun (segle xi), Ibn al-Àlam aix-Xantamarí i Ibn Sàlih aix-Xantamarí (segle xii) i Ibn al-Muràhal (segle xiii).

### Període cristià - Reconquesta
La ciutat de Santa Maria de Faaron fou conquerida, l'any 1249, per les tropes de D. Alfons III, que li va concedir dues cartes forals. La primera, en 1266 i la segona, destinada als moriscos residents, en 1269.
Extramurs, es crearen els barris de la moreria i de la jueria. La jueria tenia encara al segle xix dues sinagogues.
Des de mitjans del segle xv a les darreries del segle xvii, Faro coneix un període de gran desenvolupament urbà, amb a expansió significativa de l'àrea edificada i amb la construcció d'importants edificis religiosos. Els descobriments i consegüent augment de l'activitat comercial són determinants en aquest procés d'expansió.
L'any 1540, D. Joan III eleva Faro a ciutat i en 1577 a seu de bisbat.
En 1596, durant el període d'unió monàrquica de Portugal amb Castella (Unió Ibèrica), les tropes del comte d'Essex desembarcaren a prop de la ciutat de Faro, que saquejaren i incendiaren. La població fugí a Loulé i els anglesos van realitzar grans destrosses als principals edificis, especialment en esglésies i convents.

## Divisió administrativa
Les parròquies de Faro són les següents:
- Conceição
- Estoi (anteriorment Estói)
- Montenegro
- Santa Bárbara de Nexe
- São Pedro (Faro)
- Sé (Faro)

## Ensenyament
La ciutat és la seu de la Universitat de l'Algarve.

## Transports
L'aeroport internacional és la porta d'entrada a l'Algarve de gran quantitat de turistes. Per autopista resta a 278 km de Lisboa i a 198 km de Sevilla.

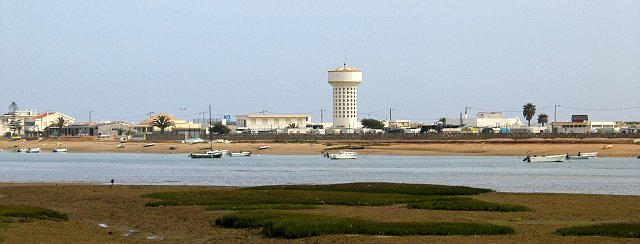
Vista de l'Illa de Faro

## Medi ambient
A tocar de Faro està la llacuna de Ria Formosa, una reserva natural de 170 km²; punt de parada per nombroses espècies d'aus a les migracions de primavera i tardor.

## Clima
El clima és mediterrani. Hi ha més de 300 dies de sol per any. Els mesos més plujosos són novembre i desembre. La major i menor temperatura mai registrada a Faro, al període 1971-2004 foren 42,5 °C i 1,4 °C, respectivament.
| Mes                                                               | gen  | feb   | març  | abr  | maig  | juny  | juli | agos | sete | oct  | nov   | des   | Anual |
| ----------------------------------------------------------------- | ---- | ----- | ----- | ---- | ----- | ----- | ---- | ---- | ---- | ---- | ----- | ----- | ----- |
| Temperatures màximes mitjanes (°C)                                | 16,1 | 16,7  | 18,4  | 19,8 | 22,4  | 25,4  | 28,7 | 28,8 | 26,7 | 23,1 | 19,4  | 16,7  | 21,9  |
| Temperatures mitjanes (°C)                                        | 11,9 | 12,55 | 13,65 | 15,1 | 17,45 | 20,55 | 23,3 | 23,4 | 21,8 | 18,7 | 15,15 | 12,65 | 17,2  |
| Temperatures mínimes mitjanes (°C)                                | 7,7  | 8,4   | 8,9   | 10,4 | 12,5  | 15,7  | 17,9 | 18,0 | 16,9 | 14,3 | 10,9  | 8,6   | 12,5  |
| Mitjanes mensuals de precipitació (mm)                            | 77.8 | 72.4  | 39.0  | 38.4 | 21.1  | 7.6   | 1.4  | 4.3  | 14.0 | 66.6 | 86.1  | 94.1  | 522.8 |
| Font :Organització Meteorològica Mundial (ONU) 4 de març del 2010 |      |       |       |      |       |       |      |      |      |      |       |       |       |

## Llocs d'interès
- Catedral de Faro o Església de Santa Maria (Sé Catedral de Faro)
- Palau episcopal (Paço Episcopal)
- Seminari episcopal (Seminário Episcopal)
- Convent de Nostra Senyora de l'Assumpció i Museu municipal (Convento de Nossa Senhora da Assumpção)
- Església de Sant Francesc (Igreja de São Francisco)
- Ermita del Peu de la Creu (Ermida do Pé da Cruz)
- Ermita de Santo António do Alto
- Muralles de Faro
- Arc de la vila (Arco da Vila)
- Arc del repòs (Arco do Repouso)
- Graner de Sant Francesc (Celeiro de São Francisco)
- Palauet Belmarço (Palacete Belmarço)
- Casa de José Maria Assis
- Palauet Guerreirinho (Palacete Guerreirinho)
- Banc de Portugal
- Església de Sant Pere (Igreja de São Pedro)
- Església del Carme (Igreja do Carmo)
- Casa de les Figures (Casa das Figuras)